# Coregonus hoyi
Coregonus hoyi är en fiskart som först beskrevs av Milner, 1874.  Coregonus hoyi ingår i släktet Coregonus och familjen laxfiskar. IUCN kategoriserar arten globalt som sårbar. Inga underarter finns listade i Catalogue of Life.